# Cai nghiện ma túy
Cai nghiện ma túy là quá trình điều trị y tế hoặc tâm lý đối với tình trạng lệ thuộc vào các chất kích thích thần kinh như rượu, thuốc kê đơn và ma túy đường phố như cần sa, cocaine, heroin hoặc amphetamine. Mục đích chung là giúp bệnh nhân đối mặt với sự phụ thuộc vào chất kích thích, nếu có, và ngừng lạm dụng chất kích thích để tránh những hậu quả về tâm lý, pháp lý, tài chính, xã hội và thể chất có thể gây ra, đặc biệt là do lạm dụng ma túy quá mức.
Việc điều trị trong cai nghiện ma túy bằng thuốc điều trị trầm cảm hoặc các rối loạn khác, tư vấn bởi các chuyên gia và chia sẻ kinh nghiệm với những người nghiện khác.

## Tâm lý phụ thuộc
Sự phụ thuộc về tâm lý được giải quyết trong nhiều chương trình cai nghiện ma túy bằng cách cố gắng dạy cho người nghiện những phương thức tương tác mới trong môi trường không có ma túy. Đặc biệt, bệnh nhân thường được khuyến khích, hoặc thậm chí có thể được yêu cầu, không kết giao với những người vẫn đang sử dụng chất gây nghiện. Chương trình mười hai bước khuyến khích người nghiện không chỉ ngừng sử dụng rượu hoặc các chất gây nghiện khác mà còn kiểm tra và thay đổi thói quen liên quan đến chứng nghiện của họ. Nhiều chương trình nhấn mạnh rằng cai nghiện là một quá trình liên tục mà không có đỉnh điểm. Đối với các loại ma túy hợp pháp như rượu, hãy kiêng hoàn toàn — thay vì cố gắng điều độ, có thể dẫn đến tái nghiện — cũng được nhấn mạnh ("Một là quá nhiều, và một nghìn không bao giờ là đủ.")
Việc liệu những người có tiền sử lạm dụng thuốc có thể đạt đến mức cân bằng được hay không vẫn còn là một vấn đề gây tranh cãi.
Cấu trúc hóa học của não bị tác động bởi lạm dụng thuốc và những thay đổi này sẽ xuất hiện rất lâu sau khi một người ngừng sử dụng. Sự thay đổi cấu trúc não này làm tăng nguy cơ tái nghiện, khiến việc điều trị trở thành một phần quan trọng của quá trình phục hồi chức năng.